# The League of Extraordinary Gentlemen
The League of Extraordinary Gentlemen (dt. Die Liga der außergewöhnlichen Gentlemen) ist eine Comicreihe von Alan Moore und Kevin O’Neill, die seit 1999 erscheint. Sie beginnt im Jahre 1898 und handelt von literarischen Figuren, die sich zum Kampf gegen Feinde des britischen Empires zur titelgebenden Gruppierung zusammengeschlossen haben. Ein besonderes Merkmal dieser Comics ist die umfassende Verwendung von Figuren und Motiven der bis zum jeweiligen Handlungszeitraum erschienenen (phantastischen) Literatur. Weiter enthalten die Comics Anzeigen und Vorworte, die ebenfalls dieser Zeit angepasst sind. Bisher sind neun Bände erschienen.

## Comicbände

### Band 1
Campion Bond beauftragt Mina Murray, geschiedene Harker (aus Dracula von Bram Stoker) eine Liga aus Menschen mit außergewöhnlichen Fähigkeiten zusammenzustellen. Außer ihr sind dies Allan Quatermain (aus der Reihe von Henry Rider Haggard), Kapitän Nemo (aus 20.000 Meilen unter dem Meer und Die geheimnisvolle Insel von Jules Verne), Dr. Jekyll/ Mr. Hyde (aus Robert Louis Stevensons gleichnamigem Roman) sowie dem „Unsichtbaren“ Hawley Griffin (von H. G. Wells). Bond selbst erhält seine Anweisungen von einer Person, die nur als M bekannt ist. Die Mitglieder der Liga vermuten, dass es sich dabei um Mycroft Holmes, den Bruder von Sherlock Holmes handelt. Sie werden beauftragt, das Cavorit, eine neuartige Energiequelle, wiederzubeschaffen, die von Dr. Fu Manchu (nach Sax Rohmer) entwendet wurde.
Nach Erledigung dieses Auftrags übergeben sie das Cavorit Campion Bond. Misstrauisch geworden, verfolgt der Unsichtbare Griffin Bond und findet heraus, dass sich hinter dem mysteriösen M nicht Mycroft Holmes, sondern Professor Moriarty verbirgt, der bei den Reichenbachfällen nicht ums Leben gekommen ist und nun sowohl im Dienst der Krone steht als auch der Anführer einer Verbrecherbande aus dem Londoner Westen ist. Er plant mit dem Cavorit eine gewaltige fliegende Festung anzutreiben und seinen Widersacher aus dem Londoner Eastend, den chinesischen Doktor, auszulöschen. Im letzten Moment kann die Liga dies verhindern und das Cavorit entschwindet zusammen mit Professor Moriarty in den Weltraum.
Der erste Band enthält als Anhang die Abenteuererzählung Allan und der geteilte Schleier von Alan Moore, in der Allan Quatermain dem Zeitreisenden aus H. G. Wells' Die Zeitmaschine begegnet.
- Alan Moore, Kevin O’Neill, Ben Dimagmaliw: The League of Extraordinary Gentlemen 01. Tilsner, Bad Tölz 2003, ISBN 3-936068-13-5.

### Band 2:Krieg der Welten
Auf dem Mars wird unter der Führung von John Carter eine Stadt der Marsianer eingenommen, manche Bewohner können jedoch zur Erde entkommen. Dort starten sie einen Vernichtungsfeldzug gegen die Menschen, woraufhin die Liga sich ihnen entgegenstellt. Der unsichtbare Griffin, der glaubt, dass die Marsianer mit ihren dreibeinigen Kampfmaschinen und ihren Hitzestrahlern nicht besiegt werden können, beschließt, die Erde zu verraten und mit ihnen zu kollaborieren. Allan Quatermain und Mina Murray werden von M beauftragt, einen gewissen Dr. Moreau aufzusuchen und von ihm einen Hybriden ins von den Marsianern bedrohte London zu bringen. Kapitän Nemos Nautilus, der es gelang ein marsianisches Dreibein abzuschießen, ist durch rotes Unkraut in der Themse manövrierunfähig. Hyde entdeckt Griffins Verrat und bringt ihn um. In London stehen die Marsianer bereits am Südufer der Themse. Hyde gelingt es ein Dreibein aufzuhalten, doch er stirbt dabei. Inzwischen sind Mina Murray und Allan Quatermain mit dem Hybriden, einer Kombination aus Anthrax und Streptokokken eingetroffen. Mit dieser biologischen Waffe gelingt es, die Marsianer zu vernichten. Nemo ist über diese Art des britischen Empires Krieg zu führen entsetzt und verlässt mit der Nautilus London. Die Liga ist am Ende.
Der Zweite Band enthält als Anhang den Neuen Almanach für Reiselustige, in dem verschiedene Mitglieder der Liga fiktive Orte und Länder aus der bis 1900 erschienenen (phantastischen) Literatur aufsuchen.
- Alan Moore, Kevin O’Neill: The League of Extraordinary Gentlemen – Krieg der Welten. Tilsner, Bad Tölz 2004, ISBN 3-936068-72-0.

### Black Dossier
Anders als die beiden Vorgänger spielt 'The Black Dossier' nicht mehr zu viktorianischer Zeit, sondern ist in den 1950er-Jahren angesiedelt: Die verbliebene Liga (im Grunde nur noch Allan Quatermain und Mina Harker) soll das sogenannte „Schwarze Dossier“ in Sicherheit bringen, welches auch von den Feinden des britischen Empire begehrt wird.
Neben den üblichen Anspielungen auf klassische literarische Figuren wie König Ödipus wird im dritten Band auch auf zahlreiche zeitgenössische Film- und Fernsehfiguren Bezug genommen. Adenoid Hynkel aus Charlie Chaplins Der große Diktator und Emma Peel aus Mit Schirm, Charme und Melone aber auch Ian Flemings James Bond kommen zu einem Auftritt.
Der Band weist einige Besonderheiten auf: So wurden für die Passagen aus dem „Schwarzen Dossier“ und die eigentliche Comicgeschichte unterschiedliche Papiersorten verwendet. Zudem wurden einige Passagen in 3D gezeichnet, für die Zeichner Kevin O’Neill eigens eine 3D-Brille entwarf. Zu den Teilen des fiktiven Schwarzen Dossier gehören u. a. ein unveröffentlichtes Stück von Shakespeare und ein Auszug aus einem Beat-Roman.
Der Band läuft nicht in der eigentlichen Nummerierung der Reihe, sondern gilt wegen seiner ungewöhnlichen Struktur als Sonderband. Rechtliche Aspekte verhinderten eine Veröffentlichung außerhalb der USA. Die deutschsprachige Ausgabe erschien im Dezember 2013.

### Century

#### Teil 1: 1910 – Denn wovon lebt der Mensch
Nachdem die ursprüngliche Liga im zweiten Band zerbrach, besteht sie im Jahr 1910 aus Mina Murray, Allan Quatermain, Orlando, dem Einbrecher A. J. Raffles und dem Hellseher Thomas Carnacki. In seinen Visionen sieht Carnacki eine geheime Versammlung von Magiern unter Führung des Mörders Oliver Haddos – der wird später als Macheath identifiziert und mit Jack the Ripper in Verbindung gebracht – und ein schreckliches Blutbad in London. Sie gehen verschiedenen Spuren nach, können das Massaker jedoch nicht verhindern; Janni, die Tochter Kapitän Nemos, rächt sich mit der Nautilus am Londoner Eastend für die Vergewaltigung und Demütigungen, die sie dort erlitten hat.
Die Teile des Comics, die von Macheaths und Jannis Londoner Erlebnissen handeln, sind mit von der Dreigroschenoper inspirierten Liedtexten versehen, z. B. Denn wovon lebt der Mensch?, Die Seeräuberjenny (Janni nennt sich in London Jenny Diver) und die Ballade, in der Macheath Jedermann Abbitte leistet.
- Alan Moore, Kevin O’Neill: Die Liga der außergewöhnlichen Gentlemen 1910. Panini-Comics, Stuttgart 2010, ISBN 978-3-86607-464-4.

#### Teil 2: 1969 − Paint It Black
In Sussex wird Basil Thomas, Musiker der Band Purple Orchestra, umgebracht. Der Gangster Vince Dakin beauftragt den Killer Jack Carter Thomas, seinen Geliebten zu rächen.
Mina Murray, Allan Quatermain und Orlando werden von Prospero auf erneute Aktivitäten des Haddo-Kults und die bevorstehende Geburt des Antichristen aufmerksam gemacht. Mit Hilfe des Dandys Jerry Cornelius und anderer finden sie in London heraus, dass Haddos Geist in der Lage ist andere Körper zu übernehmen. Der aktuelle Wirt ist Charles Felton, doch Haddo will in den Körper des Sängers Terner der Band Purple Orchestra wechseln. Dies soll bei dem Konzert zu Ehren Thomas' im Hyde Park geschehen. Allan und Orlando suchen Felton, Mina nimmt die Droge Taduki-Säure-Diäthylamid und bekämpft Haddo auf der Astral-Ebene. Haddos Körper, Charles Felton, wird zur selben Zeit von Carter getötet, er kann Terner nicht übernehmen und sein Geist flüchtet in einen Körper eines jungen Mannes namens Tom Riddle. Fledermäuse, die auf dem Konzert freigelassen werden, erinnern Mina an Graf Dracula und sie wird in verrücktem Zustand von der Ambulanz abtransportiert.
Tom Riddle verschwindet im King’s Cross Bahnhof in der Nähe des Gleises 10.
Acht Jahre später haben Allan und Orlando noch keine Hinweise über Minas Aufenthaltsort.
Alan Moore und Kevin O’Neill verwenden in 1969 neben den fiktiven Figuren aus Literatur und Film als Motiv auch den Tod Brian Jones’ und das Konzert der Rolling Stones ihm zu Ehren im Hyde Park im Jahr 1969.
- Alan Moore, Kevin O’Neill: Die Liga der außergewöhnlichen Gentlemen 1969. Panini-Comics, Stuttgart 2012, ISBN 978-3-86607-465-1.

#### Teil 3: 2009 – So mag er fallen
Orlando verlässt als hochdekorierter Kriegsheld die britische Armee und kehrt nach London zurück. Im verlassenen Hauptquartier der nicht mehr existierenden Liga verwandelt er sich wieder in eine Frau und wird von Prospero kontaktiert, der ihr mitteilt, der angekündigte Antichrist sei geboren und sie damit beauftragt ihn zu stoppen.
Verzweifelt sucht Orlando Emma Night, die neue Chefin des Geheimdiensts auf, und bietet ihr das Geheimnis der Unsterblichkeit gegen Minas Aufenthaltsort. Auf dem Rückweg erkennt sie in einem heruntergekommenen heroinabhängigen Mann Allan Quatermain, doch der flieht panisch vor ihr. Sie kann Mina aus einer psychiatrischen Klinik, in der diese die letzten 40 Jahre verwirrt verbracht hat, befreien. Ohne den Einfluss der Medikamente, erinnert sich Mina an den Zeitreisenden Norton, ihre letzte Hoffnung. Auf dem Weg zu Norton treffen sie Allan Quatermain, doch er will ihnen nicht helfen. Norton begleitet sie zu einem verborgenen Bahnsteig in King's Cross, wo sie einen Zug finden, mit dem sie zu einem verborgenen College, dem Aufenthaltsort des Antichristen gelangen. Der beschädigte Zug bringt sie durch ein verzaubertes Britannien zur Ruine des Colleges. Dort finden sie neben anderen Leichen auch die kopflose Leiche Haddos, der an der Schule Zauberei unterrichtet hat. Der Antichrist ist sein Zauberschüler mit einer Narbe auf der Stirn. Sie finden eine Londoner Adresse und fahren zurück.
In London befiehlt ihnen Prospero, den Antichristen aufzuhalten. Wenn Orlando Excalibur zieht, wird er Hilfe schicken. Die Adresse erweist sich als ein verborgenes Haus. Der Antichrist erscheint, um das Ende der Welt einzuleiten. Orlando zieht Excalibur, das einen Lichtstrahl zum Himmel schickt. Als der Antichrist Mina und Orlando töten will, taucht Quatermain auf und schießt auf ihn mit einer großkalibrigen Waffe. Dieser erholt sich schnell von dem Treffer und tötet Quatermain. Am Himmel erscheint eine mysteriöse fliegende Frau, der es gelingt den Antichristen zu zerstören, so wie sie mit allen missratenen Jungen fertiggeworden ist. Der noch lebende Kopf Haddos sagt zu Mina, dass sie das Armageddon nur aufgeschoben haben. Die Frau nimmt ihn an sich und entschwindet. Zusammen mit Emma Night fliegen sie nach Afrika, um Allan Quatermain zu beerdigen und die Quelle der Unsterblichkeit aufzusuchen.
- Alan Moore, Kevin O’Neill: Die Liga der außergewöhnlichen Gentlemen 2009. Panini-Comics, Stuttgart 2013, ISBN 978-3-86607-466-8.

#### Günstlinge des Mondes
Als Anhang enthalten die drei Bände von Century die Geschichte Günstlinge des Mondes, geschrieben von John Thomas und veröffentlicht 1969 in Lewd World Science Fiction, herausgegeben von James Colvin. Dahinter verbergen sich John Sladek als vorgeblicher Autor, das Magazin New Worlds und Michael Moorcock als sein Herausgeber.
Die im New-Wave-Stil geschriebene Geschichte beinhaltet eine kurze Rahmenhandlung mit Mina in der Psychiatrie und die eigentliche Erzählung, in der Moore noch einmal Stoffe aus Literatur und Film verwebt und Mina Murray am Ende einen Krieg zwischen den
Amazonen auf dem Mond und den Seleniten verhindert.

### Nemo

#### Herz aus Eis
1925: Janni Dakkar, Nemos Tochter, befehligt die legendäre Nautilus. Das Plündern und Töten hat sie satt und sie plant eine Expedition in die Antarktis. Doch ein Trio genialer Erfinder soll die verschollenen Schätze einer afrikanischen Königin auftreiben und ist ihr dicht auf den Fersen. Ein tödliches Rennen ans Ende der Welt nimmt seinen Lauf…
- Alan Moore, Kevin O’Neill: Die Liga der außergewöhnlichen Gentlemen: Nemo: Herz aus Eis. Panini-Comics, Stuttgart 2014, ISBN 978-3-86201-952-6.

#### Die Rosen von Berlin
Wir schreiben das Jahr 1941. Als die Piratenkönigin Janni Dakkar erfährt, dass ihre Tochter von den Schergen des tomanischen Diktators Adenoid Hynkel im albtraumhaften Berlin gefangen gehalten wird, trifft sie auf die entsetzlichen Zwielicht-Helden ...
- Alan Moore, Kevin O’Neill: Die Liga der außergewöhnlichen Gentlemen: Nemo: Die Rosen von Berlin. Panini-Comics, Stuttgart 2015, ISBN 978-3-95798-307-7.

#### Fluss der Geister
Janni Dakkar, die Piratenkönigin von Lincoln Island, ist 80 Jahre alt und verliert allmählich den Sinn für die Realität. Auf der Jagd nach den Schatten ihrer Vergangenheit begibt sich Janni mit alten und neuen Verbündeten auf eine letzte Reise, die sie zu literarischen Stätten am Amazonas führt ...
- Alan Moore, Kevin O’Neill: Die Liga der außergewöhnlichen Gentlemen: Nemo: Fluss der Geister. Panini-Comics, Stuttgart 2015, ISBN 978-3-95798-562-0.

## Verfilmung
Der erste Band wurde 2003 von 20th Century Fox verfilmt. Die Liga der außergewöhnlichen Gentlemen weicht stark von der Vorlage ab, so wurden als weitere Mitglieder der Liga Dorian Gray und ein amerikanischer Geheimagent namens Tom Sawyer eingeführt; Dr. Fu Manchu hingegen kommt nicht vor. Im Umfeld des Filmes kam es zu einem Urheberrechtsstreit, der dazu führte, dass sich Alan Moore grundsätzlich von Verfilmungen seiner Werke distanzierte.